# Атанасије V Јерусалимски
Патријарх Атанасије V (грч. Πατριαρχης Αθανασιος Ε΄; око 1754, Родосто — 16. децембар 1844, Цариград) - епископ Јерусалимске цркве и патријарх Јерусалима и све Палестине..

## Биографија
Рођен у грчкој породици. Своју црквену делатност започео је у Грузији, где су била бројна представништва и имања Јерусалимске патријаршије. У младости је замонашен и рукоположен у чин јеромонаха.
15 година био је игуман подворја Гробног братства у Неохорији, код Цариграда.
Обимна градња почетком 19. века (нарочито обнова спаљене цркве Гроба Господњег 1809/1810), прекиди у токовима прихода од имовине Патријаршије у дунавским кнежевинама, несређено финансијско управљање, и што је најважније – османски прогон православних након покретања грчког устанка 1821. године довео је до потпуне пропасти Патријаршије, неспособне да отплати огроман дуг.
После смрти јерусалимског патријарха Поликарпа, због огромног дуга од 18 милиона пијастара нагомиланих у Патријаршији, међу највишим грчким свештенством није било вољних да преузму трон, а затим је архимандрит Атанасије, 15. јануара 1827. г. је уздигнут у чин патријарха. По устаљеном предању, Атанасије је све време док је био у чину јеруслимског патријарха провео у Цариграду.
Настојећи да спречи продају дугова грчким манастирима у близини светих места Палестине, патријарх Атанасије се обратио православном свету за помоћ и добио значајне суме од Србије, од православних из Аустријског царства и посебно од Русије, где је архиепископ Таворски Јеротеј послат да прикупи милостињу 1833. године. Тамо је живео пет година и прикупио знатну суму. Османска влада је такође предузела мере за подршку Јерусалимској цркви. Побољшању положаја Цркве допринео је и поновни прилив православних ходочасника у Јерусалим с краја 1820-их. Као резултат тога, Патријарх је успео да отплати већину својих дугова.
1840. године, после обнове власти султана, приметно се повећава европско присуство у Палестини, отварају се конзулати, појачава се мисионарска пропаганда, пре свега протестантска.
Пораст броја руских ходочасника и активно учешће Русије у блискоисточним проблемима довели су у први план питање стварања Руске духовне мисије у Палестини. Са овим плановима је повезано и прво путовање на исток архимандрита Порфирија (Успенског), који је оставио живописан и веома непријатан опис стања Јерусалимске цркве 1843-1844. После овог путовања, Руска црква је видела свој задатак не само у пружању финансијске подршке Јерусалимској цркви и њеној заштити од насртаја турске власти, већ и у великој мери у образовању палестинског свештенства.